# 岸本理沙
岸本 理沙（きしもと りさ、1999年7月22日)は、元フジテレビのアナウンサー。

## 来歴
千葉県出身。2歳から6歳までアメリカ合衆国・ニュージャージー州で過ごした。慶應義塾大学経済学部経済学科卒業後、2022年4月にアナウンサーとしてフジテレビに入社。同期は勝野健・松﨑涼佳。
大学では環境経済学に関するゼミ（大沼あゆみ研究会）に所属していた。また、スターダストプロモーション（キャスター部門）に所属し、大学3年次の2020年に音声プラットホーム「Voicy」の英語ニュースチャンネル「Voicy News Brief with articles from The New York Times」で半年間パーソナリティを務めた。
2025年3月25日、同年6月30日をもって退社することがフジテレビより発表された。担当番組のうち『ぽかぽか』は3月25日、『GO!GO!チャギントン』は3月30日、『奇跡体験!アンビリバボー』は4月16日をもって卒業することも報告した。

## 人物・エピソード
- アナウンサーになっていなかったら「環境問題に携わる仕事をしてみたかった」[2]、「世界中に行けるような仕事をしたかった」[10]という。
- 幼少期にアメリカ合衆国で過ごし、日本に帰国後も12年間英語を学ぶなどしたため、英語が堪能[3]。
- 大学時代は、塾講師として小学生から高校生まで幅広い年代に英語を教えていた[7]。
- 前述の大学時代に出演していた音声プラットホーム「Voicy」の英語ニュースチャンネルでは、『ニューヨーク・タイムズ』のニュース記事を英語で2つ読んだあとに、出てきた単語をピックアップして日本語で解説するなどした[7][11]。
- 趣味は漫画[10]、ミステリー小説を読むこと、行き当たりばったりの旅行[1]。
- 特技は クラリネット[1]。
- 好きな食べ物は、白米、うどん、餃子、鍋、アボカド、トマト、パスタ、ステーキ、寿司、鳥久[12]など[10]。毎週日曜日は家族で鍋をしている[10]。嫌いな食べ物は、回鍋肉[10]。
- 好きなものは焼き芋、和菓子、チーズ、キノコ、寝ること[2]。苦手なものは、牛乳、ビート板を擦る音[2]。
- 短所は、飽き性[2]。
- 恋愛で大事なことは、「お互い尊敬すること」である[10]。また「お金より愛が大事」である[10]。
- 休みの過ごし方は、「恋愛映画を見て号泣する」、「季節を問わず、毎週日曜日は家族で鍋を食べる」、「敏感肌用のスキンケア探し」[2][13]。
- モットーは、「何事も楽しみきる!」[2]。
- 担当したい番組は、「旅番組で日本や世界中の文化に触れたい」「対談番組に出演し、いろいろな方のお話をじっくり伺ってみたい」[2]。
- 身長161cm[14]。血液型はB型[2]。

### 家族
- 家族は父、母、3歳上の兄がいる[10]。父は厳格な父親という感じはなくてフレンドリーである[10]。
- 母の実家が岡山県にある[15]。母は、2024年1月に放送された「ぽかぽか」の占いドッキリに占い師として出演し、岸本の個人情報を当てまくった[16]。

## 出演番組

### フジテレビ入社後
レギュラー出演番組・キャスター名（生放送・地上波）
| 期間                                                           | 期間    | 月曜日                   | 火曜日        | 水曜日   | 木曜日                                                     | 金曜日                                 | 土曜日   | 日曜日   |
| -------------------------------------------------------------- | ------- | ------------------------ | ------------- | -------- | ---------------------------------------------------------- | -------------------------------------- | -------- | -------- |
| 2022.7                                                         | 2022.9  | （なし）                 | （なし）      | （なし） | （なし）                                                   | Live News イット! フィールドキャスター | （なし） | （なし） |
| 2022.10                                                        | 2022.12 | （なし）                 | （なし）      | （なし） | Live News イット! フィールドキャスター                     | Live News イット! フィールドキャスター | （なし） | （なし） |
| 2023.01                                                        | 2023.03 | ぽかぽか 進行            | （なし）      | （なし） | Live News イット! フィールドキャスター                     | Live News イット! フィールドキャスター | （なし） | （なし） |
| 2023.04                                                        | 2024.03 | めざまし8 情報キャスター | ぽかぽか 進行 | （なし） | Live News イット! フィールドキャスター                     | めざまし8 金曜MC 1                     | （なし） | （なし） |
| 2024.04                                                        | 2024.6  | めざまし8 情報キャスター | ぽかぽか 進行 | （なし） | Live News イット! お天気キャスター ＆ フィールドキャスター | めざまし8 金曜MC 1                     | （なし） | （なし） |
| 2024.7                                                         | 2025.3  | めざまし8 情報キャスター | ぽかぽか 進行 | （なし） | （なし）                                                   | めざまし8 金曜MC 1                     | （なし） | （なし） |
| 2025.4                                                         |         | （退社）                 | （退社）      | （退社） | （退社）                                                   | （退社）                               | （退社） | （退社） |
| 備考 - 1永島優美の後任。谷原章介・トラウデン直美と共同で担当。 |         |                          |               |          |                                                            |                                        |          |          |

### その他
- リモートシェフ（レギュラー放送版 #119～） - 内田嶺衣奈の産休代理MC
- 奇跡体験!アンビリバボー（2024年4月 - 2025年4月16日）- 進行アシスタント
- BSフジLIVE プライムニュース - ニュースキャスター
- Tune（2022年9月1日 - ） - MC
- 芸能人が本気で考えた!ドッキリGP（2022年7月30日、2023年11月11日、2024年6月22日、12月28日、2025年4月19日、5月10日）
- FNNニュース（2023年1月2日・3日朝）
- Go!Go!チャギントン（2023年2月5日[19] - 2025年3月30日） - 9代目ナビゲーター
- ネプリーグ（2023年4月24日） - アナウンサーチームの一員として出演[20]
- 世にも奇妙な物語’23 夏の特別編「小林家ワンダーランド」（2023年6月17日） - リポーター 役
- FNN Live News days（2023年8月9日 - 11日、2024年7月1日、9月4日、5日） - 島田彩夏夏季休暇時の代行
- 爆笑そっくりものまね紅白歌合戦（2023年10月7日、2024年6月15日）
  - 2023年10月7日 - 先輩アナの杉原千尋・藤本万梨乃、後輩アナの原田葵と共に新しい学校のリーダーズの楽曲『オトナブルー』の物まねを披露[21]。
  - 2024年6月15日 - 先輩の杉原・藤本・小室瑛莉子、後輩の原田と共にNewJeansの楽曲『Ditto』の物まねを披露[22]。
- 坂上どうぶつ王国（2023年11月24日） - ナレーター
- 爆笑ヒットパレード（2024年1月1日） - ナインティナインとともに進行役を務めた
- FNNニュース（2024年1月3日昼）
- BSスーパーKEIBA（2024年2月4日） - 小山内鈴奈の代理キャスター
- ブルーモーメント 第1話・第8話（2024年4月24日・6月12日） - アナウンサー 役
- めざましどようび（2024年8月24日） - 松村未央の代理ニュースキャスター
- みんなのKEIBA（2025年2月2日） - 竹俣紅の代理キャスター
- 119エマージェンシーコール LAST CALL（2025年3月31日） - アナウンサー 役
- 全力!脱力タイムズ（2025年4月4日） - 「地元自慢ディベート対決」の進行
- オールスター合唱バトル2025（2025年6月8日） - 歌ウマアナウンサー合唱団[23]

### フジテレビ入社前
- 「Voicy News Brief」with articles from The New York Times（Voicy | 2020年6月11日 - 2020年12月3日）：パーソナリティ 木曜日担当

## その他
- 一日警察署長
  - 東京湾岸警察署（2023年9月23日）
  - 葛西警察署（2024年3月24日）[24]